# Vincent Bouchot
Pour les articles homonymes, voir Bouchot (homonymie).
Vincent Bouchot est un ténor-baryton et compositeur français né à Toulouse en 1966.

Ancien premier baryton du Groupe vocal de France, il est membre permanent de l'Ensemble Clément-Janequin, de l'ensemble Dedalus et également membre de l'ensemble Ludus Modalis et de l'Ensemble européen William Byrd.

Vincent Bouchot est également le compositeur de plusieurs opéras.

## Œuvres
- 2000 : La Belle Lurette
- 2001 : Chemin faisant
- 2002 : Ubu
- 2005 : Cantates de bistrot (d'après les Brèves de comptoir de Jean-Marie Gourio)

## Discographie

### Avec l'Ensemble Clément Janequin
- 1994 : Une fête chez Rabelais
- 2009 : L'écrit du cri

### Avec l'Ensemble Européen William Byrd
- 2001 : miserere
- 2001 : San Marco di Venezia
- 2004 : Charpentier : Le Jugement Dernier
- 2007 : Carissimi : Music in Rome circa 1640
- 2007 : Polish Baroque
- 2009 : Thomas Tallis’s Secret Garden